# Julianowo (województwo wielkopolskie)
Julianowo – wieś w Polsce położona w województwie wielkopolskim, w powiecie konińskim, w gminie Wierzbinek.
W latach 1975–1998 miejscowość należała administracyjnie do województwa konińskiego. Na terenie gminy jest eksploatowane złoże kruszywa naturalnego „Julianowo”.
Etymologia nazwy wsi wywodzi się od imienia Julian.